# Сурцуков, Анатолий Васильевич
Анато́лий Васи́льевич Сурцуко́в (19 января 1954, Саратов) — советский и российский военачальник, генерал-лейтенант.

## Биография
В 1974 году окончил (экстерном) Саратовское высшее военное авиационное училище лётчиков (Саратовское ВВАУЛ).
Прошёл все ступени должностной лестницы в Армейской авиации ВС РФ от лётчика-штурмана вертолёта Ми-8 до начальника Управления армейской авиации.
С 1981 по 1982 год проходил службу в 50-м отдельном смешанном авиационном полку в Афганистане заместителем командира эскадрильи и командиром эскадрильи.
В 1987 году окончил Военно-воздушную академию им. Ю. А. Гагарина с золотой медалью.
В 1994 году назначен старшим инспектором-летчиком в управление авиации Московского военного округа.
В 1998 году окончил с отличием Военную академию Генерального штаба ВС РФ.
В период с 1995 года по 2003 год проходил службу в Управлении армейской авиации ВС РФ на различных должностях.
С 2001 года начальник штаба — первый заместитель начальника Управления армейской авиации.
С 2003 года по 2005 год начальник Управления армейской авиации ВВС РФ.
Общий налёт — более 3300 часов. Освоил десять типов вертолётов.
Боевых вылетов — более 700 (из них — 522 вылета в Афганистане).
С 2005 года по настоящее время работает в ЗАО «Р. Е. Т. Кронштадт».
Участник мероприятий в рамках Комитета по обороне Государственной Думы.
Автор уникальных приёмов полётов в условиях высокогорья, методов ведения огня и правил взаимодействия между экипажами и звеньями.

## Семья
Женат, есть дочь, внуки.

## Награды
- орден Мужества — за Чеченскую кампанию;
- орден Ленина;
- орден Красного Знамени — за Афганскую кампанию 1979—1989 гг.;
- орден Дружбы Народов — за успешный вывод своего полка из ГДР в 1992 году;
- медаль «За боевые заслуги» — за спасение вертолёта и экипажа в тяжёлой аварийной ситуации;
- медаль «60 лет Вооружённых Сил СССР» (1978);
- медаль «70 лет Вооружённых Сил СССР» (1988);
- медали «За безупречную службу» I, II и III степеней;
- медаль «В ознаменование 90 годовщины образования СССР» (КПРФ, 2012);
- медаль «70 лет Великой Победы» (КПРФ, 2015);
- нагрудный знак «Воину-интернационалисту»;
- медаль «Воину-интернационалисту от благодарного афганского народа» (Афганистан);
- лауреат премии Правительства Российской Федерации за значительный вклад в развитие Военно-воздушных сил (17 декабря 2012) — за высокие достижения в исследованиях, имеющих для Военно-воздушных сил важное теоретическое и практическое значение и используемых при организации и проведении оперативной и боевой подготовки в Военно-воздушных силах[1];
- классная квалификация «Летчик-снайпер»;
- почётное звание «Заслуженный военный лётчик Российской Федерации».

## Литературная деятельность
Автор нескольких книг о военной авиации.

Среди них:
- «Вертикальный взлёт»;
- «Эскадрилья наносит удар»;
- «Небеса обетованные»;
- «Лётчицкие рассказы».